# Thompsonulidae
Thompsonulidae é uma família de crustáceos da ordem Harpacticoida.